# Rue Stephenson (Bruxelles)
Pour les articles homonymes, voir Rue Stephenson.
La rue Stephenson (en néerlandais : Stephensonstraat) est une rue située, en Belgique, sur la commune de Bruxelles-ville pour les numéros pairs et sur la commune de Schaerbeek pour les numéros impairs. Elle va de la rue du Pavillon à la rue François-Joseph Navez en passant par la place Stephenson et la rue Joseph Jacquet.
La rue a été ouverte en 1885 et porte le nom de l'ingénieur ferroviaire George Stephenson (1781-1848).